# Eduard Stibor
Eduard Stibor (Praga, 22 giugno 1900 – ...) è stato un nuotatore e pallanuotista cecoslovacco.
È stato un membro della Cecoslovacchia che ha partecipato ai Giochi di Anversa 1920.
A cavallo degli anni '20 era uno dei migliori nuotatori cecoslovacchi a rana. Ai Giochi olimpici, gareggiò nei 200 e 400 rana, ma non superò le batterie in entrambe le distanze. Allo stesso tempo, è stato nominato sostituto per la squadra di pallanuoto cecoslovacca, e poiché uno dei giocatori della formazione titolare si è rifiutato di partire a causa delle cattive condizioni (acqua a 10 °C), ha giocato come difensore nella partita contro i Paesi Bassi.